# Mesochorus circinus
Mesochorus circinus är en stekelart som beskrevs av Dasch 1974. Mesochorus circinus ingår i släktet Mesochorus och familjen brokparasitsteklar. Inga underarter finns listade i Catalogue of Life.